# Jacobus I van Bragança
Jacobus I van Bragança (1479 - Vila Viçosa, 20 september 1532) was van 1498 tot aan zijn dood de vierde hertog van Bragança. Hij behoorde tot het huis Bragança.

## Levensloop
Jacobus I was een zoon van hertog Ferdinand II van Bragança uit diens tweede huwelijk met Isabella, dochter van hertog Ferdinand van Viseu. In 1483 werd zijn vader wegens hoogverraad geëxecuteerd en moest zijn familie naar Castilië vluchten, terwijl hun landerijen geconfisqueerd werden door de Portugese troon.
Na de dood van koning Johan II in 1495 kwam diens neef Emanuel I aan de macht. In 1498 schonk die het huis Bragança genade, waarna Jacobus en zijn familie konden terugkeren naar Portugal. Hij kreeg de bezittingen van zijn familie terug en werd op die manier hertog van Bragança en Guimarães, maar moest trouwe loyaliteit zweren aan de Portugese koning. Jacobus weigerde in het kasteel van Vila Viçosa te wonen, dat hij te veel associeerde met de dood van zijn vader, liet het afbreken en bouwde er in de plaats een hertogelijk paleis. Later in 1498 benoemde koning Emanuel I hem, bij gebrek aan erfgenamen, tot erfopvolger van de Portugese troon.
In 1500 huwde hij met Leonor Pérez de Guzmán, dochter van de machtige Juan Alfonso Pérez de Guzmán, hertog van Medina-Sidonia. In 1512 liet Jacobus haar vermoorden, want hij verdacht haar van overspel. Jacobus werd niet gevangengezet voor deze misdaad, maar werd door koning Emanuel I gedwongen een vloot te financieren die Azemmour, een stad aan de Marokkaanse kust, moest veroveren. De stad werd gemakkelijk veroverd door zijn troepen en hij keerde als een held terug naar Portugal.
Hij stierf in september 1532, vermoedelijk 53 jaar oud.

## Huwelijken en nakomelingen
Uit zijn eerste huwelijk met Leonor Pérez de Guzmán werden twee kinderen geboren:
- Theodosius I (1503-1563), hertog van Bragança
- Isabella (1510-1576), huwde in 1537 met hertog Eduard van Guimarães

In 1520 hertrouwde Jacobus met Joana, dochter van Diogo de Mendonça, hoogbaljuw van Mourão. Ze kregen acht kinderen:
- Johanna (1521-1588), huwde met Bernardino de Cadenas, markgraaf van Elche
- Jacobus (1523-1562), geestelijke
- Eugenia (1525-1559), huwde met Francisco de Melo, markgraaf van Ferreira
- Maria (1527-1586), abdis in het klooster van Vila Viçosa
- Constantijn (1528-1575), onderkoning van Portugees-Indië
- Fulgencius (1529-1582), grootprior van de kapittel van Guimarães
- Theotinus (1530-1602), aartsbisschop van Évora
- Vincentia (1532-1603), abdis in het klooster van Vila Viçosa